# Giovanni Rapetti
Giovanni Rapetti (Villa del Foro, 23 agosto 1922 – Alessandria, 26 gennaio 2014) è stato un poeta italiano, noto per le proprie opere in lingua piemontese; fu anche disegnatore e scultore.

## Biografia
Nato a Villa del Foro, sobborgo di Alessandria, iniziò gli studi di scultura all''Accademia Albertina di Torino dove ebbe come maestri Felice Casorati e Giacomo Manzù.

### In armi
Nel novembre del 1942 fu chiamato alle armi e al corso ufficiali ebbe modo di manifestare il suo marcato antimilitarismo. Per punizione fu mandato in Francia, e mentre si trovava sul fronte francese, i suoi disegni migliori andarono in fumo sotto gli spezzoni incendiari che devastarono l’Accademia torinese.
Dopo l’8 settembre fu catturato dai tedeschi e internato in un campo di concentramento in Provenza, da cui riuscì fortunosamente a fuggire, sei mesi dopo, evitando la traduzione in Germania. Riuscì a tornare al paese nel febbraio 1944, vivendo alla macchia e cercando contatti con le formazioni partigiane del Monferrato.

### Il periodo milanese
Nell’immediato dopoguerra divenne allievo e amico di Manzù all'Accademia di Belle Arti di Brera e tentò a Milano la carriera artistica, ma – segnato dalla drammatica esperienza bellica – ben presto desistette e lasciò la metropoli per tornare al paese, dove prese corpo la grande disillusione – sono parole sue – di «una generazione di ventenni alienati, nauseati e annientati, che avevano perso tutto nella guerra, la famiglia, la casa, la serenità, che avevano percepito fin dove l’egoismo e la follia umana potessero spingersi, ma avevano desiderato di sopravvivere per essere in un mondo diverso, dove giustizia e democrazia non fossero solo parole».
Dal 1946, partecipò con disegni e sculture ad alcune mostre nazionali, ma il carattere schivo e difficile lo portarono a isolarsi e così trascorse il resto della sua vita in Alessandria, lavorando come insegnante di disegno in una scuola comunale.

### Scultura
Come scultore rimase fedele ad un modellato inteso nel senso più classico e tradizionale, mentre nei disegni di figura (chine) rappresentava, con un realismo vagamente espressionista, il suo mondo paesano (contadini al lavoro, ciclisti, pensionati, bevitori, lavandaie). Ma quello che appare una sorta di diario figurativo che accompagna tutta la sua vicenda di artista innamorato della natura sarà (sempre a china, raramente ad acquerello) il disegno di paesaggio, legato a moduli rappresentativi quasi ottocenteschi, di rigorosa semplicità formale e di un lirico verismo di sintesi.

### Poesia
Nel 1973, pubblica la sua prima opera in dialetto: Er fugaron, cui segue, nel 1987, la plaquette I pas ant l’èrba e, nel 1993, la corposa antologia Ra memòria dra stèila, pubblicata con la collaborazione di Camera del Lavoro di Alessandria e l’Istituto per la storia della resistenza e della società contemporanea in provincia di Alessandria. Premiato al concorso di poesia piemontese "Nino Costa" 1974, dal 1984 partecipa alle Biennali di poesia di Alessandria.
Collaboratore del Centro di cultura popolare «Giuseppe Ferraro» di Alessandria (che custodisce tutta la sua produzione poetica dialettale, superiore ai 1400 testi), con Franco Castelli. porta frequentemente le sue poesie in scuole, circoli, biblioteche, Società di mutuo soccorso in ambito provinciale e regionale. Per onorare i suoi 90 anni, nel 2012 esce Er len-ni an Tani (Le lune in Tanaro) e gli è stato dedicato il XVII Convegno internazionale del Laboratorio Etnoantropologico di Rocca Grimalda, con due relazioni di Franco Castelli e Piero Milanese sulla sua opera poetica (Castelli, Barillari, Scibilia 2015). Sue composizioni sono state musicate da vari musicisti piemontesi e in particolare dal gruppo alessandrino Tre Martelli che, dopo i CD Omi e Paìz (1995), Car der steili (2000) e Tra cel e tèra (2005), in occasione dei 90 anni del poeta, nel 2012 gli dedica un intero disco: Cantè ’r paròli. Omaggio a Giovanni Rapetti, che riscuote un grande successo, soprattutto all’estero.
Con il suo lavoro poetico ciclopico e fluviale, Rapetti si è reso protagonista di un’impresa abbastanza unica: quella di raccontare in versi endecasillabi, scolpiti nel ruvido dialetto locale, la memoria, la storia e la visione del mondo di una piccola comunità contadina, con un forte afflato epico-lirico. Si tratta di circa mille e quattrocento poesie che hanno portato Rapetti a essere considerato una delle voci più interessanti nel panorama neodialettale contemporaneo.
La produzione poetica dialettale di Giovanni Rapetti, nata quasi per caso a fine dicembre 1972, con i versi autografi apposti sotto i tre disegni donati alla Società Operaia di Mutuo Soccorso (SOMS) di Villa del Foro e proseguita negli anni sin verso il 2008, è stata donata ufficialmente dal poeta all’Istituto per la storia della Resistenza e della società contemporanea in provincia di Alessandria (ISRAL) nel 2001, come attesta la poesia La donazione (contrassegnata con il numero 1072 nell’inventario Giovanni Rapetti), unita a testo olografo testamentario datato 7.3.2001.

### Le raccolte
L’opera poetica è conservata in quattro faldoni di cartone nell’archivio del Centro di cultura popolare «Giuseppe Ferraro» presso l’ISRAL, in via dei Guasco 49 ad Alessandria.
Tale raccolta materialmente si compone di originali o fotocopie dei testi, redatti su fogli bianchi A4 prevalentemente dattiloscritti da parte dell’autore, talvolta con firma e data. Un primo inventario del corpus poetico di Giovanni Rapetti (tuttora in corso per nuove acquisizioni postume di testi ritrovati fra le sue carte) è stato redatto apponendo ad ogni testo un numero progressivo, preceduto dalla lettera ‘r’ per distinguere il corpus da altri fondi. L’inventario, fin qui realizzato, è consultabile in coda a questa raccolta.
La raccolta dei testi delle poesie originali di Rapetti è avvenuta gradualmente, seguendo la nascita e lo sviluppo della sua ispirazione poetica, favorita dalla frequentazione assidua dell’autore nella sede dell’ISRAL, per la sua amicizia con Franco Castelli, direttore del Centro di cultura popolare «G. Ferraro».
I testi poetici qui citati fanno sempre riferimento, in primo luogo, al corpus dei manoscritti e saranno indicati con il numero di inventario dell’archivio del Centro di cultura popolare «Giuseppe Ferraro» (ISRAL).

## Caratteristiche stilistiche
Carlo Petrini ne accostò l'opera a quella di Edgar Lee Masters in un suo articolo del 2010, definendolo un investigatore paziente e minuzioso della memoria, il custode morale di una comunità. Nella propria poesia di Rapetti utilizzò di preferenza la parlata alessandrina, distaccandosi così da altri autori a lui contemporanei che adottarono invece una forma più standardizzata della lingua piemontese.

## Opere
- Er fugaron, Società Operaia Mutuo Soccorso, Villa del Foro, 1973
- I pas ant l'èrba (a cura di Franco Castelli, con introduzione di Giovanni Tesio), Alessandria, All'Insegna del Moro, 1987
- Poeti in piemontese del Novecento, a cura di Giovanni Tesio e Albina Malerba, (antologia), pp. 79–80, 1987
- Ra memòria dra steila, a cura di Franco Castelli, Alessandria, Edizioni dell'Orso, 1993
- Opere di scultura, Catalogo a cura di Maria Luisa Caffarelli, 47 p., 21x21 cm, Mostra tenuta ad Alessandria nel 1994, Camera del lavoro, CGIL Piemonte, Alessandria, 1994
- Il fiume tra poesia e realtà - "Er piconz", in Tanaro: un fiume, il suo mondo... una volta, I Grafismi Boccassi per Museo etnografico della Gambarina, Alessandria, 2005
- Er len-ni an Tani, a cura di Franco Castelli e Piero Milanese, Alessandria, ISRAL-Joker, 2012

## Discografia
- Tre Martelli: Cantè 'r paròli - omaggio a Giovanni Rapetti (2012)